# 자매
자매(姊妹)는 본인으로부터 방계 2촌 여성을 가리킨다.

## 개요
일반적으로 같은 어머니 사이에서 태어난 여자를 말한다. 본인보다 어린 나이라면 매(妹), 매제(妹弟), 동생, 여동생 등으로 부르며, 높은 나이라면 언니라고 부른다. 이 정의 외에도 다양한 사용 방법이 존재한다. 또한 어머니는 같으나 아버지가 다른 경우, 이부자매(異父姊妹)라고 한다. 통틀어서는 이복자매(異腹姊妹)라고 한다. 또한 혈연이 없는 사람끼리 형제의 인연을 맺은 관계를 의자매라고 한다.
형 · 남동생 · 누나 · 여동생을 통틀어 남매라고 한다. 또한, 남성만의 경우 형제라고 한다. 혈연 관계이기 때문에 일반적으로 외관이나 성격이 비슷한 경우가 많다.

## 같이 보기
- 형제